# Шепетово-Вавжиньце
Шепетово-Вавжиньце (пол. Szepietowo-Wawrzyńce) — село в Польщі, у гміні Шепетово Високомазовецького повіту Підляського воєводства.
Населення — 456 осіб (2011).
У 1975-1998 роках село належало до Ломжинського воєводства.

## Демографія
Демографічна структура станом на 31 березня 2011 року:
|          | Загалом | Допрацездатний вік | Працездатний вік | Постпрацездатний вік |
| -------- | ------- | ------------------ | ---------------- | -------------------- |
| Чоловіки | 229     | 42                 | 170              | 17                   |
| Жінки    | 227     | 47                 | 125              | 55                   |
| Разом    | 456     | 89                 | 295              | 72                   |